# Castellino di Moncalvo
Castellino (Castlìn in piemontese) è una piccola frazione del comune di Moncalvo in provincia di Asti.
Il paese si trova tra le colline del Monferrato e ha poche decine di abitanti. Si parla il piemontese e le tradizioni agricole sono quelle tipiche di quest'area a cavallo tra le province di Asti e di Alessandria. In particolare, ancora oggi alcuni abitanti producono vini come il Barbera e il Grignolino, allevano bovini di razza piemontese, mentre nei campi si coltiva prevalentemente grano, soia, girasoli. E quando la stagione è giusta, non è difficile vedere aggirarsi per la campagna dei cercatori di trifole (tartufi) con i loro cani.
La santa patrona di Castellino, a cui è in intitolata la chiesa, è Santa Caterina d'Alessandria. C'è un'altra chiesetta dedicata a San Giorgio che si trova sulla sommità di una collina non distante dal paese, circondata dai campi coltivati e raggiungibile solo a piedi attraverso strade sterrate. La chiesetta è però in stato di abbandono da anni e oggi restano soltanto i suoi muri diroccati assediati dagli alberi e dalla vegetazione del bosco vicino.
I castellinesi sono devoti anche alla Madonna di Crea, venerata in un santuario vicino al paese verso il quale ogni anno viene organizzato un pellegrinaggio a piedi di tutto il comune. Una delle cappelle del santuario è tra l'altro stata restaurata nell'Ottocento proprio grazie al contributo degli abitanti del paese.

## Geografia fisica
Castellino è situato a circa 5 km da Moncalvo ed è al confine con la provincia di Alessandria. In particolare, confina a nord con il comune di Cereseto, a est con il comune di Ottiglio e a ovest con quello di Ponzano Monferrato, tutti in provincia di Alessandria. Solo verso sud confina con la frazione di Patro e con Moncalvo.
Castellino è posto al centro del Monferrato, dato che pur facendo parte del Monferrato Astigiano è proprio al confine con il Monferrato Casalese (in provincia di Alessandria). In particolare, fa parte del Basso Monferrato, cioè della zona della provincia di Asti a nord del fiume Tanaro.
Il paese si trova in collina ed è affacciato sulla valle del torrente Colobrio (sul suo lato destro), che confluisce poi nello Stura a Serralunga di Crea. Il torrente Stura è, a sua volta, un affluente di destra del Po.
Castellino è collegato da un breve tratto di strada con la statale che mette in comunicazione le città di Casale Monferrato e di Vercelli con quella di Asti. È raggiungibile anche con la ferrovia tramite la linea Asti-Mortara, ma le fermate alla piccola stazione di Ponzano Monferrato sono state soppresse negli ultimi anni e sostituite da un servizio sostitutivo in autobus.

## Storia
Castellino faceva parte del Marchesato del Monferrato.
Nei secoli passati, il paese era sotto il dominio dei Dal Pozzo, cioè di un ramo di questa antica famiglia nobile i cui componenti occuparono uffici pubblici e furono titolari di benefici ecclesiastici principalmente in Piemonte (Biella, Reano, Cisterna d'Asti, Castello di Annone), ma anche in altre parti dell'Italia e di Francia. I nobili Dal Pozzo assunsero il titolo di Conti di Castellino e di San Vincenzo e stabilirono la loro dimora sulla sommità della collina dove sorge il paese.
Alcuni componenti di questa famiglia sono stai tumulati nella chiesa di Castellino, dove ancora oggi sono presenti le lapidi con inciso il loro blasone. Lo stemma nobiliare ha lo sfondo d'oro, con al centro un pozzo di mattoncini rossi, sostenuto da due draghi di verde alati, affrontati con le code accollate sotto il pozzo.